# Deutsche Para-Eishockey Liga 2019/20
Die Saison 2019/20 war die 20. Spielzeit der Deutschen Para-Eishockey Liga. Die Saison startete am 26. Oktober 2019 und wurde nach dem 8. März 2020 wegen der Covid-19-Pandemie abgebrochen. Die Spielgemeinschaft Dresden/Dachau wurde als ungeschlagener Tabellenführer zum Meister erklärt. Für beide Vereine war es die erste Meisterschaft.
Die folgende Saison 2020/21 entfiel wegen der Pandemie vollständig. Erst im Frühjahr 2022 wurden wieder Spiele in der Deutschen Para-Eishockey Liga ausgetragen.

## Teilnehmer
Im Vergleich zum Vorjahr gab es einige Änderungen und eine Mannschaft mehr: Statt dem ECC Preussen Berlin trat nun der Para-Eishockey Club Berlin an, der die Spielgemeinschaft mit Dresden und Dachau verließ und eine neue Spielgemeinschaft mit dem EHC Freiburg einging, der erstmals an der Liga teilnahm.
- SG Berlin/Freiburg (Para-Eishockey Club Berlin, EHC Freiburg)
- Weserstars Bremen
- SG Dresden/Dachau (Dresdner Eislöwen Sledge, ESV Dachau Woodpeckers)
- ERC Hannover Ice Lions
- Wiehl Penguins (TuS Wiehl ESC)

## Modus
Die fünf teilnehmenden Mannschaften trugen die Spielzeit im Ligasystem als Einfachrunde aus, jedes Team sollte acht Spiele und somit zwei gegen jede andere Mannschaft austragen. Für einen Sieg gab es drei Punkte. Bei einem Unentschieden folgte ein Penaltyschießen. Der Sieger des Penaltyschießens erhielt zwei Punkte, der unterlegenen Mannschaft wurde ein Zähler gutgeschrieben. Die Spiele wurden an vier Wochenenden in Wiehl, Dresden, Dachau und Bremen ausgetragen. Das letzte Spielwochenende in Berlin war für den 14. und 15. März 2020 geplant und musste wegen der Covid-19-Pandemie entfallen.

## Abschlusstabelle
Abkürzungen: Sp = Spiele, S = Siege, SnP = Siege nach Penaltyschießen, NnP = Niederlage nach Penaltyschießen, N = Niederlagen, Pkt = Punkte
|    |                        | Sp | S | SnP | NnP | N | Tore  | Pkt |
| -- | ---------------------- | -- | - | --- | --- | - | ----- | --- |
| 1. | SG Dresden/Dachau      | 6  | 6 | 0   | 0   | 0 | 74:04 | 18  |
| 2. | ERC Hannover Ice Lions | 6  | 4 | 0   | 0   | 2 | 47:14 | 12  |
| 3. | Weserstars Bremen      | 6  | 3 | 0   | 0   | 3 | 29:41 | 9   |
| 4. | Wiehl Penguins         | 8  | 2 | 0   | 0   | 6 | 23:31 | 6   |
| 5. | SG Berlin/Freiburg     | 6  | 1 | 0   | 0   | 5 | 06:89 | 3   |